# リヴ・モーガン
リヴ・モーガン（Liv Morgan、1994年6月8日 - ）は、アメリカ合衆国のプロレスラー。ニュージャージー州パラマス出身。本名はジョンナ・ダディオ（Gionna Jene Daddio）。

## 来歴
2014年12月にWWEと契約。
2017年11月 メインロースターに昇格。ルビー・ライオット、サラ・ローガンと共にタッグチーム、ライオット・スクワッド（The Riott Squad）を結成した。2019年の同ユニット解散まで所属し、以降はシングル戦線に転向した
2022年7月2日開催のマネー・イン・ザ・バンク・ラダー・マッチで勝利すると、直後に王者ロンダ・ラウジーにキャッシュインしスマックダウン女子王座を初戴冠。7月30日開催のサマースラムでのラウジーとのリマッチ、9月3日開催のClash at the Castleでのシェイナ・ベイズラー戦いずれも防衛するも、10月8日開催のエクストリーム・ルールズでロンダ・ラウジーに敗戦し王座陥落した。
2024年1月、ロイヤルランブル戦では最後の2人まで残るが、あと一歩のところでベイリーに敗れる。
2024年ジャッジメント・デイのドミニク・ミステリオに接近。4月8日のRAWのセグメントでWWE女子世界王座だったリア・リプリーを負傷させ欠場・王座返上に追い込む。空位だった王座にはベッキー・リンチがついたが、5月25日開催のキング・アンド・クィーン・オブ・ザ・リングで勝利し戴冠。
その後は、ラケル・ロドリゲスと共に行動する。
2024年8月、サマースラムではリア・リプリーに勝利し王座防衛に成功。試合後にはリアを裏切ったドミニク・ミステリオとキス。ドミニクを奪い、リプリーへの復讐に成功した。
2024年11月、クラウン・ジュエルで女子世界王者として、WWE女子王者のナイア・ジャックスと対戦。ピンフォール勝ちを収め、初代女子クラウンジュエル王者となった。
2025年3月、エリミネーション・チェンバー戦に出場も、途中で脱落し、レッスルマニア41での女子世界王座挑戦権を逃した。

## 得意技
ジャージーバスター
ジャンプ・ダブルニー・フェイスブレーカー
ObLivIon (オブリビオン)
スプリングホールド・フラットライナー
 その他得意技 
ギロチンチョーク
ジャックナイフホールド
エルボー
ビンタ
キャッチ式延髄斬り
相手に自身のキックがキャッチされた状態から、掴まれた足を軸にしてもう片方の足で延髄斬りを浴びせる。
ラウンド・ハウス・キック
シットアウトヒップトス

## 獲得タイトル
- WWEスマックダウン女子王座／女子世界王座 ：2回
- WWE女子タッグチーム王座：1回

　ｗ/ラケル・ロドリゲス
- マネー・イン・ザ・バンク （2022年度）
- 女子クラウン・ジュエル王座